# 竜港区
竜港区（りゅうこう-く）は中華人民共和国遼寧省葫芦島市に位置する市轄区。
葫芦島港が位置し、原子力潜水艦を製造している渤海造船所が位置する。

## 行政区画
10街道弁事処、1郷を管轄する。
- 街道弁事所：葫芦島街道、東街道、西街道、望海寺街道、竜湾街道、浜海街道、双竜街道、玉皇街道、連湾街道、北港街道
- 郷：双樹郷

## 交通

### 道路
- 国道
  -  G228国道